# فتح آسیای میانه توسط روسیه
حمله روسیه به آسیای میانه، که فتح آسیای مرکزی توسط روسیه نیز اطلاق می‌شود، مجموعه‌ای از لشکرکشی‌های امپراتوری روسیه به آسیای مرکزی طی چندین دهه و جزئی از جنگ‌های توسعه‌طلبانه ارضی روسیه بود.
در قرن شانزدهم، امپراتوری روسیه اقدام به گسترش قلمرو خود به سمت شرق کرد. این تلاش تا قرن نوزدهم و تحت امپراتوری روسیه ادامه یافت، زمانی که ارتش امپراتوری روسیه موفق به تصرف تمام آسیای مرکزی شد. اکثریت این سرزمین به نام ترکستان روسیه شناخته شد. نام "ترکستان" برای اشاره به این منطقه به دلیل سکونت اقوام ترک در آن استفاده شد. با مشاهده جذب امپراتوری‌های مختلف آسیای مرکزی توسط روسیه، امپراتوری بریتانیا به دنبال تقویت هند بود که منجر به بازی بزرگ شد. این بازی زمانی پایان یافت که هر دو طرف در نهایت افغانستان را به عنوان یک منطقه حائل بی طرف تعیین کردند.
اگرچه امپراتوری روسیه در طول جنگ جهانی اول فروپاشید، اما حوزه نفوذ روسیه در آسیای مرکزی شوروی تا سال ۱۹۹۱ باقی ماند. این منطقه اکنون شامل کشورهای قزاقستان در شمال، ازبکستان در مرکز، قرقیزستان در شرق، تاجیکستان در جنوب شرقی و ترکمنستان در جنوب غربی است. زبان روسی هنوز در برخی از این کشورها به رسمیت شناخته می شود.

## زمینه
در قرن نوزدهم، امپراتوری روسیه کنترل خود را بر سبزدشت قزاقستان افزایش داد. تسلط روسیه بر آسیای مرکزی چندین دهه طول کشید. در سال ۱۸۳۹، روسیه نتوانست خان نشین خیوه را در جنوب دریای آرال فتح کند. در سال های ۱۸۴۷ تا ۱۸۵۳، روس ها خطی از قلعه ها را از شمال دریای آرال به سمت شرق در امتداد رود سیردریا ساختند. در سال های ۱۸۴۷ تا ۱۸۶۴، آنها از شرق سبزدشت قزاقستان عبور کردند و خطی از قلعه ها را در امتداد مرز شمالی قرقیزستان ساختند. در سال های ۱۸۵۴ تا ۱۸۶۸، آنها از قرقیزستان به سمت جنوب حرکت کردند، تاشکند و سمرقند را تصرف کردند و بر خانه نشین‌های خوقند و بخارا تسلط یافتند. آنها اکنون مثلثی را در اختیار داشتند که نقطه جنوبی آن ۱۶۰۰ کیلومتر ( ۹۹۰ مایل) در جنوب سیبری و ۱۹۲۰ کیلومتر ( ۱۱۹۰ مایل) در جنوب شرقی پایگاه های تامین آنها در رود ولگا قرار داشت. گام بعدی تبدیل این مثلث به مستطیل با عبور از دریای کاسپین بود. در سال ۱۸۷۳، روس ها خیوه را فتح کردند و در سال ۱۸۸۱، غرب ترکمنستان را تصرف کردند. در سال ۱۸۸۴، آنها واحه مرو و شرق ترکمنستان را تصرف کردند. در سال ۱۸۸۵، گسترش بیشتر آنها به سمت جنوب به سمت افغانستان توسط بریتانیا مسدود شد. در سال های ۱۸۹۳ تا ۱۸۹۵، روس ها کوهستان پامیر را در جنوب شرقی اشغال کردند.

## جغرافیا
آسیای مرکزی از غرب توسط دریای کاسپین، از شمال توسط جنگل های سیبری و از شرق توسط کوه های امتداد مرز سابق چین و شوروی محدود شده بود. مرز جنوبی سیاسی بود نه طبیعی. این مرز حدود ۲۱۰۰ کیلومتر ( ۱۱۰۰ مایل) از شمال به جنوب، ۲۴۰۰ کیلومتر ( ۱۵۰۰ مایل) عرض در شمال و ۱۴۰۰ کیلومتر ( ۹۰۰ مایل) عرض در جنوب بود. از آنجایی که گوشه جنوب شرقی (قرقیزستان و تاجیکستان) کوهستانی است، کشور استپ بیابانی مسطح فقط حدود ۱۱۰۰ کیلومتر ( ۷۰۰ مایل) عرض در جنوب دارد. با استفاده از مرزهای امروزی، این منطقه ۴ میلیون و ۳۴۰۰ کیلومتر مربع (1,545,730 مایل مربع) بود، حدود نیمی از اندازه ایالات متحده بدون آلاسکا. در طرف شرق، دو رشته کوه به داخل بیابان امتداد می یابد. بین آنها دره فرغانه پرجمعیت قرار دارد که تقریباً "بریدگی" در سمت غربی قرقیزستان است. در شمال این برآمدگی، مرز کوه-استپ در امتداد مرز شمالی قرقیزستان حدود ۶۴۰ کیلومتر ( ۴۰۰ مایل) امتداد دارد و سپس کوه ها دوباره به سمت شمال امتداد می یابد.
بارندگی از شمال به جنوب کاهش می یابد. جمعیت متراکم و در نتیجه شهرها و دولت های سازمان یافته نیاز به آبیاری دارند. نهرهایی که از کوه های شرقی سرازیر می شوند، از جمعیت نسبتاً متراکمی به ویژه در دره فرغانه پشتیبانی می کنند. در امتداد مرز ایرانی خطی از شهرها وجود دارد. فضای داخلی توسط سه رودخانه بزرگ آبیاری می شود. رود آمو از مرز افغانستان سرچشمه می گیرد و به سمت شمال غربی به دریای آرال جریان می یابد و دلتای بزرگی را تشکیل می دهد که توسط خان نشین خیوه اداره می شود. رود سیر از دره فرغانه سرچشمه می گیرد و به سمت شمال غربی و سپس غرب جریان می یابد و به گوشه شمال شرقی آرال می ریزد. بین آنها رود زرافشان وجود دارد که قبل از رسیدن به رود آمو خشک می شود. این رودخانه به شهرهای بزرگ بخارا و سمرقند، آبیاری می‌کند.
بیابان های جنوب به اندازه کافی علف دارند تا از جمعیت کم کوچ نشینان پشتیبانی کنند. بیابان قزل قوم بین رودهای آمو و سیر قرار دارد. بیابان قره‌قوم در جنوب غربی رود آمو در ترکمنستان قرار دارد. بین دریاهای آرال و کاسپین فلات اوست‌یورت قرار دارد.
هنگامی که روس ها وارد شدند، قلمروهای حاضر در آسیای مرکزی عبارت بودند از خان نشین خیوه در دلتای رود آمو در جنوب دریای آرال، خان نشین بخارا در امتداد رودهای آمو و زرافشان و خان نشین خوقند مستقر در دره فرغانه. بخارا با دو قلمرو دیگر مرز داشت و همه آنها سعی کردند بر سایرین کنترل و مالیات وضع کنند. همه آنها توسط کوچ نشینان احاطه شده بودند.